# Права пацијената
Права пацијената су једно од најважнијих права у области људских права која су данас позната из бројних међународних уговора, и заузимају једно од најважнијих места, јер се тичу човековог живота и здравља, а то су вредности првог реда према којима се мере све друге људске вредности.

## На чему се заснивају?
Права пацијената се заснивају се пре свега на:
- сагласности пацијенат,
- инофрмисаности пацијената,
- праву на увида у документацију,
- поверљивост података...

## Значај
Као корисник здравствених услуга пацијент мора да има посебну правну заштиту, тако да би инсистирање на правима працијената требало да:
- ојача и гарантује углед лекарског позива,
- ојача поверење између лекара и пацијената,
- учврсти положај пацијента као правног субјекта,
- осигура бољи квалитет здравствених услуга путем већег задовољства пруженим услугама.

## Међународни документи који се односе на права пацијената
- Декларација о промоцији права пацијената у Европи- Амстердам, 1994;
- Љубљанска повеља о реформисању здравствене заштите (1996);
- Декларација о промоцији здравља у 21 веку из Џакарте, 1997;
- Конвенција о људским правима и биомедицини Савета Европе (1997);
- Лисабонска декларација о правима пацијената
- Ревидирана Хелсиншка декларација о биомедицинском истраживању на човеку.

## Документа Р. Србије која се односе на права пацијената
- Закон о здравственој заштити – одељак са правима и обавезама пацијената, Министарство здравља (2005);
- Обавештење о заштитнику пацијентових права, Министарство здравља РС (2003);
- Повеља о правима пацијената, Фонд за отворено друштво и Центар за унапређење правних студија (2003);
- Помоћ пацијентима у остваривању њихових права, Фонд за отворено друштво и југословенско удружење за медицинско право (2004);
- Оснивање комора здравствених радника (2006 и 2007),